# Lorenzo Scipioni
Lorenzo Scipioni, né le 24 novembre 2004 à Martínez en Argentine, est un footballeur argentin qui évolue au poste de milieu central à l'Olympiakós.

## Biographie

### En club
Né à Martínez dans la province de Buenos Aires en Argentine, Lorenzo Scipioni est formé par le Vélez Sarsfield avant de rejoindre en 2022 le CA Tigre. C'est avec ce club qu'il joue son premier match officiel en professionnel, le 3 juin 2024, lors d'une rencontre de première division d'Argentin face au CA River Plate. Il entre en jeu et son équipe est battue par trois buts à un.
Scipioni inscrit son premier but en professionnel le 4 mai 2025, à l'occasion d'un match de championnat face à Boca Juniors. Alors que son équipe est menée par un but signé Kevin Zenón, le milieu de terrain égalise au début de la seconde période (1-1 score final),.
Il se révèle au cours de l'année 2025, devenant un joueur régulier de l'équipe première, ce qui attire l'intérêt de plusieurs équipes étrangères comme les Rapids du Colorado, qui fait une offre pour le joueur mais rejetée par le club, ou encore le Benfica Lisbonne qui entame des discussions pour un transfert à l'approche de l'été 2025.
Le 10 juillet 2025, Lorenzo Scipioni rejoint la Grèce afin de signer en faveur de l'un des plus importants clubs du pays, l'Olympiakós pour un contrat courant jusqu'en juin 2029, avec une année supplémentaire en option.